# Dungeons
Dungeons è un videogioco strategico di simulazione sviluppato dalla Realmforge Studios, pubblicato da Kalypso Media, e messo in commercio il 27 gennaio 2011 in Germania e il 10 febbraio 2011 in Nord America.
Ha tre seguiti, Dungeons 2, Dungeons 3 e Dungeons 4, pubblicati rispettivamente nel 2015, nel 2017 e nel 2023.

## Trama
Al disotto del mondo di superficie si estende l'Inframondo, un sistema di luoghi sotterranei e segrete. Un giorno, il consigliere del più potente Signore del Male (Dungeonlord nell'originale) si reca dal padrone con la cattiva notizia che la sua fidanzata Calypso intende usurpare il trono. Inizialmente il consigliere non viene creduto, ma poco dopo Calypso apre tutte le entrate della segreta, consentendo a numerosi eroi di sciamare all'interno e costringendo il Signore del Male a una precipitosa fuga. In seguito egli dovrà affrontare una serie di missioni per ricostruire da zero il proprio potere, prendendo il controllo dei tre livelli dell'Inframondo, progressivamente più pericolosi e difficili: le catacombe, i templi sotterranei e l'inferno. Nella sua scalata il Signore del Male viene ostacolato anche da altri Signori delle segrete, come il Re Zombi, a cui inizialmente deve obbedienza e per il quale svolge le prime missioni, ma che in seguito diventa un avversario da spodestare. L'obiettivo finale è la vendetta per il tradimento di Calypso e la riconquista del Trono di Cristallo quale supremo Signore del Male.

## Modalità di gioco
In Dungeons il giocatore veste i panni di un Signore del Male ed è chiamato a progettare, espandere e gestire la sua segreta. A differenza di Dungeon Keeper, che secondo la critica rappresenta il modello seguito da Dungeons, in quest'ultimo l'attenzione è incentrata sugli eroi che entrano nella segreta e non sui mostri. Infatti gli eroi non sono soltanto dei nemici da cui difendersi, ma anche e soprattutto una fonte di "energia dello spirito", una risorsa-chiave del gioco. Quando un eroe soddisfa il proprio desiderio di avventura, sviluppa una correlativa quantità di energia dello spirito. Una volta che l'eroe viene sconfitto e trascinato in prigione, la sua energia dello spirito viene estratta. Esistono diverse necessità degli eroi, ad esempio ricchezza, equipaggiamento, conoscenza, combattimento contro i mostri o aiuto agli altri eroi. Per assicurarsi che gli eroi siano soddisfatti il Signore del Male dovrà quindi predisporre tesori, armerie, biblioteche, pentagrammi in grado di evocare mostri e altri marchingegni. A differenza di Dungeon Keeper, il giocatore dispone anche di un avatar sullo schermo, che può muoversi nella segreta per sconfiggere gli eroi e teletrasportare i loro corpi nelle prigioni affinché l'energia dello spirito venga estratta. Inoltre nella modalità campagna l'avatar del Signore del Male permette al giocatore di spostarsi sulla mappa per compiere varie missioni individuali, simili a quelle di un gioco di ruolo. Se l'avatar viene sconfitto, si rigenererà a spese dei punti salute del cuore della segreta. 

## Accoglienza
Nel complesso il gioco ha ricevuto dalla critica una valutazione modesta, con 65 punti su 100 secondo Metacritic. GameSpot lo stronca per la sua "modalità di gioco alienante, ripetitiva", PC Gamer invece lo considera "una divertente variazione sul tema" di Dungeon Keeper, di cui rievoca bene lo spirito portando al tempo stesso idee nuove.